# Claudiosaurus
Famille
Genre
Claudiosaurus est un genre éteint de diapsides de la période du Permien supérieur ayant vécu principalement à Madagascar.

## Description

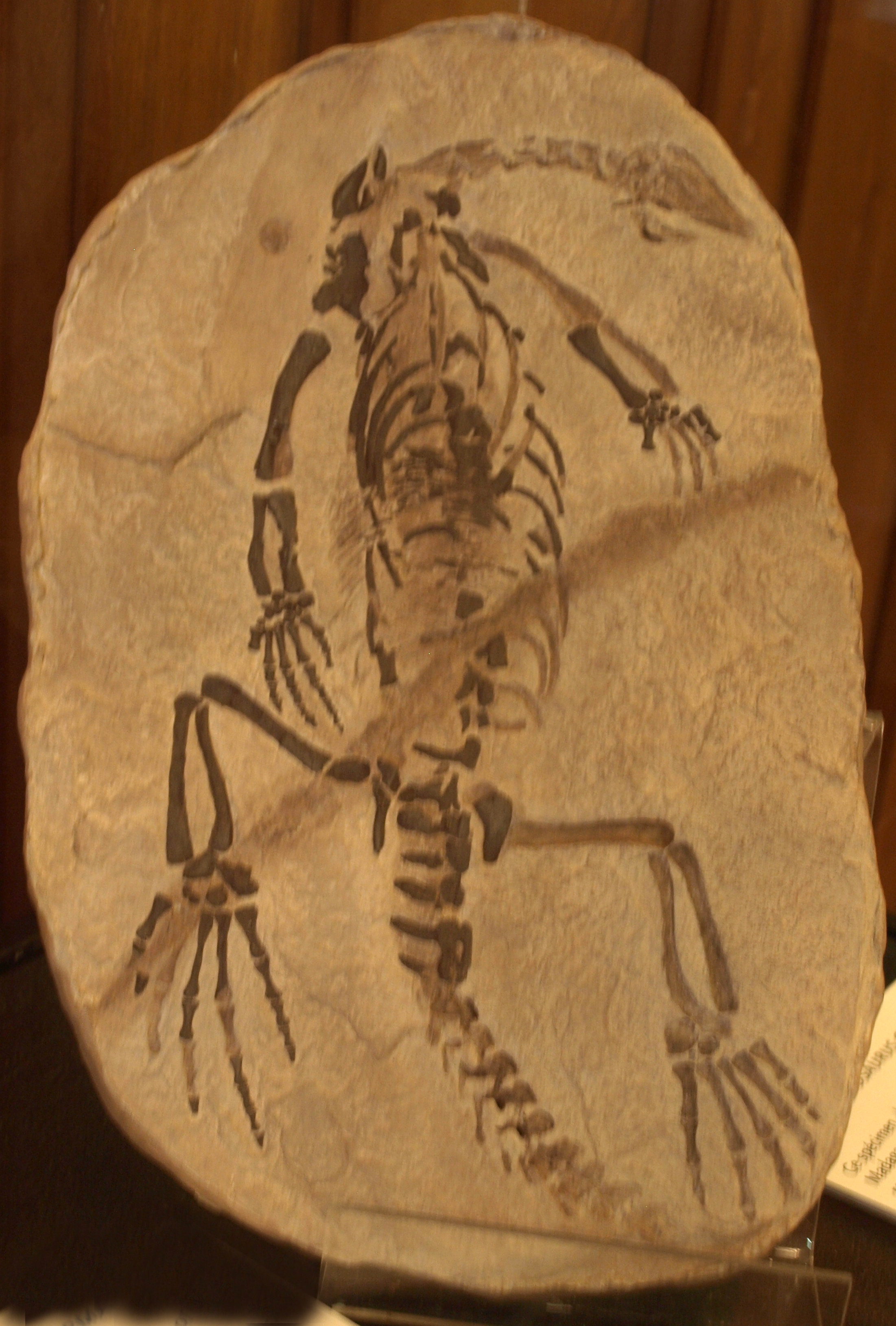
Spécimen de Claudiosaurus germaini exposé au Musée Redpath de Montréal.

Claudiosaurus était l'un des premiers membres des néodiapsides, un groupe de reptiles contenant principalement des diapsides excepté les membres primitifs de l'ordre des Araeoscelidia. Il possédait un corps et un cou relativement longs et atteignait au total une longueur d'environ 60 centimètres. Considéré comme partiellement océanique, il vivait sa vie d'une façon similaire à celle des iguanes marins.
La raison principale de cette théorie est le fait que son squelette possède une grande quantité de cartilage plutôt que d'os. Cela indique que Claudiosaurus avait des problèmes pour supporter son poids sur la terre ferme.

## Liste d'espèces
Selon Paleobiology Database (30 mai 2012) :
- Claudiosaurus germaini